# 高柳明音
高柳 明音（たかやなぎ あかね、1991年〈平成3年〉11月29日 - ）は、日本のタレント、舞台女優、歌手であり、女性アイドルグループSKE48とNMB48の元メンバー。チームKIIでは2014年までリーダーを務めていた。
愛知県名古屋市出身。エイベックス・マネジメント・エージェンシー所属。

## 略歴
2007年、地元名古屋市の大高中学校を卒業。
2009年3月29日、『SKE48第二期メンバーオーディション』に合格し、翌4月25日、『「神公演予定」* 諸般の事情により、神公演にならない場合もありますので、ご了承ください。』において、チームKIIのメンバーとして初披露。同年6月13日に『SKE48 チームKII 1st Stage「会いたかった」公演』で劇場公演デビュー。
2010年3月24日発売のSKE48 2ndシングル「青空片想い」で初めて選抜メンバーとなる。同年6月9日に実施された『AKB48 17thシングル選抜総選挙』では35位（アンダーガールズ）に選出された。同年6月10日より、チームKIIのリーダーに就任。
2011年5月から6月にかけて実施された『AKB48 22ndシングル選抜総選挙』では23位（アンダーガールズ）に選出された。
2012年3月25日、『業務連絡。頼むぞ、片山部長! inさいたまスーパーアリーナ』においてAKSからエイベックス・エンタテインメントへの移籍打診があったことが発表され、同年7月11日に移籍が正式に決定したことを報告した。同年6月6日に実施された『AKB48 27thシングル選抜総選挙』では24位（アンダーガールズ）に選出された。
2013年4月6日にTOKYO FMで『高柳明音（SKE48）の暗黙の了解』、同年11月20日にはBSフジで『高柳明音(SKE48)の「翼をください」』が放送開始となり、テレビ及びラジオで自身初の冠番組となった。同年6月8日に実施された『AKB48 32ndシングル選抜総選挙』では23位（アンダーガールズ）に選出された。
2014年1月、SKE48とGALAXYによる新ユニット『GALAXY of DREAMS』が結成され、メンバーに選出された。同年2月24日、『AKB48グループ大組閣祭り〜時代は変わる。だけど、僕らは前しか向かねえ!〜』のチーム再編でNMB48チームBIIを兼任することが発表された。同年2月28日、SKE48メンバーでは初めてとなる、個人ホームページが所属事務所により開設された。同年3月8日より、“TOKYO FM「高柳明音（SKE48）の暗黙の了解」presents 初！写真展 高柳明音(SKE48)『ちゅりかめら展 in サンシャイン60展望台』”を開催。同月18日までの開催期間中の来場者数が1万3000人を超えた。同年4月5日、さいたまスーパーアリーナで行われた『AKB48グループ春コンinさいたまスーパーアリーナ〜思い出は全部ここに捨てていけ！〜』NMB48単独コンサートにおいて、NMB48メンバーとして初出演。同年4月22日、NMB48 チームBII 3rd Stage「逆上がり」公演でNMB48劇場に初出演。同年6月7日に実施された『AKB48 37thシングル選抜総選挙』では31位（アンダーガールズ）に選出された。
2015年5月22日、NMB48チームBII「逆上がり」公演での「高柳明音を送る会」をもってNMB48としての活動（兼任）を終了。同年7月18日公開の映画『浄霊探偵』で映画初主演となった。同年6月6日にかけて行われた『AKB48 41stシングル選抜総選挙』では14位に選出され、初めて選抜入りとなった。。同年10月5日、劇場デビュー7周年記念特別公演において、SKE48内のユニット「トランジットガールズ」のメンバーに選ばれる。
2016年4月21日、声帯結節の手術を受けたことを明らかにする。同年6月18日に実施された『AKB48 45thシングル選抜総選挙』では20位（アンダーガールズ）に選出された。
2017年4月、エイベックス・グループ・ホールディングスから、エイベックス・マネジメントへ転籍。同年6月17日に実施された『AKB48 49thシングル選抜総選挙』では15位に選出され、2年ぶりに選抜入りした。
2018年6月16日に実施された『AKB48 53rdシングル 世界選抜総選挙』では18位（アンダーガールズ）に選出された。
2019年10月5日未明（4日深夜）のSKE48劇場でのミッドナイト公演において「SKE48を卒業する」ことを表明した。
2020年3月15日に横浜アリーナで開催が予定されていた卒業コンサートは、新型コロナウイルスの感染拡大防止のため中止となったが、2021年2月23日、YouTube LiveおよびSHOWROOMで配信された番組内で卒業コンサートの日程が4月10日に日本ガイシホールで開催されることが発表された。卒業コンサートを控えた4月4日（3日深夜）には『オールナイトニッポン0(ZERO)』（ニッポン放送）でパーソナリティを担当。同年4月10日、卒業コンサート『SKE48アリーナコンサート in 日本ガイシホール 私の兆し、皆の兆し 〜あかねまちゅりだ!〜』を開催。同月27日にSKE48劇場で卒業公演を行った。30日をもってSKE48を卒業した。
2025年4月29日に配信シングル「星、流れる夜に君を想う」を発売。さらに夏には1stシングルの発売が予定されている。

## 人物
- 家族構成は、両親のみ。高柳家の一人っ子である。
- 「明音（あかね）」という名前は「明るい音楽が流れるように周りにいる人が元気になれるような存在になってほしい」という意味を込めて名付けられた[42]。
- 自他ともに認める鳥好きで、鳥を多く飼っている。飼っているインコは「ぷちょ」「ぽぽ」（コザクラインコ）「ぱぴ」、「ぴゅある」の死後飼い始めた「ぽぷる」（オカメインコ）[43]の4羽。それぞれの名前はお菓子、アイスクリームの名称に由来している[44][45]。かつては、「ぴゅある」（オカメインコ。2012年10月19日に死去。[46]）「ピノ」（コザクラインコ。2017年2月に死去。）も飼っていた。他にもセキセイインコの「ちび」を飼っている。（愛鳥家雑誌「CompanionBird」22号のインタビュー記事より）また、豆腐プロレスで演じたバード高柳の愛鳥として共演した、セキセイインコの「ふうちゃん」を「とうふ」と名付け引き取った[47]。
- 趣味、特技は鳥と遊ぶこと、写真撮影、料理[48]。得意料理は、酢豚、茶碗蒸し、チンジャオロース、鳥のから揚げ、ルーから作ったシチュー、グラタン[49]。
- 鳥好きであることを話題にされ、番組内で、鳥の丸焼きを出されて号泣したことがある。なお、前述の通り、鳥のから揚げを得意料理にしていることから、鶏肉料理が食べれないわけではないという（実際、番組内で手羽先を食べたことがある）。
- プロ野球・中日ドラゴンズとPerfumeのファンである[50][51]。中日ドラゴンズで最も好きな選手は、井端弘和[52]であったが、井端の引退後は、大島洋平が一番好きな選手である。
- 『ポケットモンスター』を好んでおり[53]、最も好きなポケモンはシャンデラである[注 2]。
- 貧血持ちである[54]。本人曰く、胃が弱いことを理由に、お酒は基本的に飲まないことも明らかにしている。
- 憧れの存在は、モーニング娘。をはじめとするハロー!プロジェクトのアイドルが好きであることを公言している。
- 尊敬している人物に高橋みなみ（AKBグループ初代総監督）の名を挙げていた[55]。
- 元陸上部である。陸上部が始まるまでの期間は野球部に入部していた[53]。
- 家庭科技術検定の資格を所有している。
- 元prediaの沢口けいこ、横綱・照ノ富士と同じ生年月日である。

### SKE48
- 公式の愛称は、ちゅり[56][注 3]。その他あかねちゃんやあかねちん、あかねとも呼ばれる[57]。
- キャッチフレーズは、「今日もちゅりをバードウォッチング〜天から舞い降りた小鳥ちゃん、ちゅりこと高柳明音です」を使用している[58]。
- SKE48二次元同好会の会員ナンバー6番[59]。『美少女戦士セーラームーン』は、二次元に踏み入れるキッカケとなった一作品目である[60]。
- 2011年6月9日、日本武道館で開催された『AKB48 22ndシングル選抜総選挙「今年もガチです」』開票イベントでの挨拶で、姉妹グループ全体からみても過去ほとんど前例のない秋元康への直訴ともいえる行動をとる（以降本人の弁）。「AKB48さんが武道館でこんなイベントをやっちゃうくらい大きくなっているのに、そのなかで私がこの順位に立たせていただけたことを本当に嬉しく思ってます…」、「この舞台に立てたらどうしても言いたいことがあったんですけど…」、「秋元先生! お忙しいのは本当に承知なんですけれども、チームKIIのみんなとチームKIIを応援してくださっているファンの皆さんの言葉を代弁して言わせてください…」、「私たちに公演をやらせてください!!」との必死の直訴を行った[61]。
- 同期で仲の良い古川愛李のSKE48卒業について、2014年末の時点で本人から直接打ち明けられたため発表前にすでに知っており、『第65回NHK紅白歌合戦』の舞台裏で、滅多に泣くことのない古川と二人で泣いていた[62]。その後、古川が初の著書（漫画）を出版した際には帯で推薦コメントを書いている。

### NMB48
- 元NMB48の藤江れいなとは、互いにアニメ『ルーニー・テューンズ』のキャラクター・トゥイーティーに共感しており、コンサートなどで共演するたびにトゥイーティーグッズをプレゼントし合っている[63]。
- チームBIIでチームメイトであった井尻晏菜の父親は、高柳のファンである[64]。

## SKE48・NMB48での参加曲

### シングル選抜曲
SKE48名義
- 青空片想い
- ごめんね、SUMMER
- 1!2!3!4! ヨロシク!
  - そばにいさせて
  - コスモスの記憶 - 「白組」名義
- バンザイVenus
  - 愛の数 - 「チームKII」名義
- パレオはエメラルド
  - 積み木の時間
  - 花火は終わらない - 「セレクション8」名義
- オキドキ
  - 初恋の踏切
  - 歌おうよ、僕たちの校歌 - 「セレクション8」名義
- 片想いFinally
  - 今日までのこと、これからのこと
  - 寡黙な月 - 「セレクション8」名義
- アイシテラブル!
- キスだって左利き
- チョコの奴隷
  - バイクとサイドカー - 「14カラット」名義
- 美しい稲妻
  - 2人だけのパレード - 「Team KII」名義
  - 青春の水しぶき - 「ボートピア選抜」名義
  - バンドをやろうよ - 「マジカルバンド」名義
- 賛成カワイイ!
  - 道は なぜ続くのか? - 「愛知トヨタ選抜」名義
  - ずっとずっと先の今日 - 「セレクション18」名義
- 未来とは?
  - Mayflower - 「九龍嬢」名義
  - GALAXY of DREAMS - 「GALAXY of DREAMS」名義
  - S子と嘘発見器 - 「Team KII」名義
  - 僕らの絆
- 不器用太陽
  - Coming soon - 「ボートピア選抜」名義
  - 友達のままで - 「セレクション10」名義
  - サヨナラ 昨日の自分 - 「Team KII」名義
- 12月のカンガルー
  - I love AICHI - 「愛知トヨタ選抜」名義
  - DA DA マシンガン - 「Team KII」名義
  - 愛のルール - 「フォーカード」名義
- コケティッシュ渋滞中
  - 僕は知っている - 「DOCUMENTARY of SKE48」名義
  - 今夜はJoin us! - 「Team KII」名義
  - 夜の教科書 - 「セレクション17 “AKB49〜恋愛禁止条例〜”」名義
- 前のめり
  - 焦燥がこの僕をだめにする - 「Team KII」 名義
- チキンLINE
  - 望遠鏡のない天文台 - 「Passion For You 選抜」名義
  - キスポジション - 「Team KII」 名義
  - 旅の途中 - 「宮澤佐江と仲間たち」名義
- 金の愛、銀の愛
  - ハッピーランキング - 「ランクインガールズ2016」名義
- 意外にマンゴー
  - 奇跡の流星群 - 「Passion For You選抜」名義
  - 円を描く - 「Team KII」名義
- 無意識の色
  - We're Growing Up - 「愛知トヨタ選抜」名義
  - 夜明けのコヨーテ - 「サガミチェーン選抜」名義
- いきなりパンチライン
  - 花の香りのシンフォニー - 「Passion For You選抜」名義
  - 誰かの耳 - 「Team KII」名義
- Stand by you
  - 地元民たちよ - 「愛知トヨタ選抜」名義
  - 蹴飛ばした後で口づけを - 「Team KII」名義
  - 神様は見捨てない
- FRUSTRATION
  - ゲームしませんか? - 「Passion For You選抜」名義
- ソーユートコあるよね?
  - 青春の宝石 - 「高柳明音」名義

NMB48名義
- らしくない
  - スターになんてなりたくない - 「Team BII」名義

AKB48名義
- 「ヘビーローテーション」に収録
  - 涙のシーソーゲーム - 「アンダーガールズ」名義
- 「Beginner」に収録
  - 僕だけのvalue - 「アンダーガールズ」名義
- 「桜の木になろう」に収録
  - 偶然の十字路 - 「アンダーガールズ」名義
- 「Everyday、カチューシャ」に収録
  - 人の力 - 「アンダーガールズ」名義
- 「フライングゲット」に収録
  - 抱きしめちゃいけない - 「アンダーガールズ」名義
  - 野菜占い - 「野菜シスターズ2011」名義
- 「風は吹いている」に収録
  - 君の背中 - 「アンダーガールズ」名義
- 「GIVE ME FIVE!」に収録
  - 羊飼いの旅 - 「スペシャルガールズB」名義
- 真夏のSounds good !
- 「ギンガムチェック」に収録
  - なんてボヘミアン - 「アンダーガールズ」名義
- 「永遠プレッシャー」に収録
  - 強がり時計 - 「SKE48」名義
- 「恋するフォーチュンクッキー」に収録
  - 愛の意味を考えてみた - 「アンダーガールズ」名義
- 「ハート・エレキ」に収録
  - 快速と動体視力 - 「アンダーガールズ」名義
- 「鈴懸の木の道で「君の微笑みを夢に見る」と言ってしまったら僕たちの関係はどう変わってしまうのか、僕なりに何日か考えた上でのやや気恥ずかしい結論のようなもの」に収録
  - Escape - 「SKE48」名義
- 「前しか向かねえ」に収録
  - KONJO - 「Talking Chimpanzees」名義
- 「心のプラカード」に収録
  - 誰かが投げたボール - 「アンダーガールズ」名義
- 「希望的リフレイン」に収録
  - 歌いたい - 「かとれあ組」名義
- 「Green Flash」に収録
  - 世界が泣いてるなら - 「SKE48」名義
- ハロウィン・ナイト
- 「君はメロディー」に収録
  - Gonna Jump - 「SKE48」名義
- 「LOVE TRIP/しあわせを分けなさい」に収録
  - 光と影の日々
  - 伝説の魚 - 「アンダーガールズ」名義
- 「ハイテンション」に収録
  - また あなたのことを考えてた - 「チームボーカル」名義
- 「シュートサイン」に収録
  - Vacancy - 「SKE48」名義
- 願いごとの持ち腐れ
  - あの頃の五百円玉
- #好きなんだ
- 「11月のアンクレット」に収録
  - 予想外のストーリー - 「ボーカル選抜」名義
- 「ジャーバージャ」に収録
  - 愛の喪明け - 「SKE48」名義
- 「センチメンタルトレイン」に収録
  - サンダルじゃできない恋 - 「アンダーガールズ」名義

### アルバム選抜曲
SKE48名義
- 『この日のチャイムを忘れない』に収録
  - 叱ってよ、ダーリン! - 「チームKII」名義
  - ヘビーローテーション - 「チームKII」名義
  - 拗ねながら、雨… - 「セレクション8」名義
- 『革命の丘』に収録
  - 夏よ、急げ!
  - ゼロベース
  - ホライズン - 「愛知トヨタ選抜」名義

NMB48名義
- 『世界の中心は大阪や 〜なんば自治区〜』に収録
  - イビサガール
  - 君にヤラレタ - 「Team BII」名義
  - ピーク

AKB48名義
- 『ここにいたこと』に収録
  - ここにいたこと
- 『1830m』に収録
  - 青空よ 寂しくないか?
- 『次の足跡』に収録
  - JJに借りたもの
- 『ここがロドスだ、ここで跳べ!』に収録
  - 生き続ける
- 『サムネイル』に収録
  - ひび割れた鏡

### その他の参加楽曲
- シングル「コップの中の木漏れ日」（「ラブ・クレッシェンド」名義）
  - お楽しみは明日から - 「愛知トヨタ選抜」名義
  - だって 雨じゃない? - 「トランジットガールズ」名義

### 未音源化曲
ぱちスロAKB48 勝利の女神
- ヘビーローテーション
- AKBフェスティバル

### 劇場公演ユニット曲
SKE48名義
 チームKII 1st Stage「会いたかった」
- 嘆きのフィギュア
- 恋のPLAN
- 背中から抱きしめて
- リオの革命
- スカート、ひらり

 チームKII 2nd Stage「手をつなぎながら」
- ウィンブルドンへ連れて行って

 チームKII 3rd Stage「ラムネの飲み方」
- クロス
- 眼差しサヨナラ（小木曽汐莉卒業後）

チームKII 4th Stage「シアターの女神」
- 夜風の仕業

チームKII 5th Stage「ラムネの飲み方」
- 眼差しサヨナラ（1st UNIT）
- クロス（古畑奈和のユニットアンダー）
- クロス（2nd UNIT）

チームKII 6th Stage「0start」
- ハートの独占権（NMB48 2ndアルバム『世界の中心は大阪や 〜なんば自治区〜』）

NMB48名義
 チームBII 3rd Stage「逆上がり」
- エンドロール

## ディスコグラフィー
シングル
- 星、流れる夜に君を想う（作詞：高柳明音、作曲・編曲：俊龍）（2025年4月29日）

## 作品

### 参加作品
| 発売日        | アーティスト名 | タイトル                   | 規格 | 収録曲       |
| ------------- | -------------- | -------------------------- | ---- | ------------ |
| 2016年2月23日 | 野口五郎       | The birth GORO anniversary | CD   | それぞれの時 |

## 出演

### テレビドラマ
- モウソウ刑事!（2011年2月16日、東海テレビ） - 修学旅行生 役
- マジすか学園3 第8話・9話・最終話（2012年9月7日・10月5日、テレビ東京） - 女囚 役
- スマホラー劇場「ロストソウル」（2014年3月31日、BS-TBS） - 主演・夏目加奈子 役[66]
- 金とくスペシャル 名古屋発!生放送ドラマ「喜劇 娘が嫁ぐ日」（2014年5月9日、NHK総合・NHK名古屋放送局） - 丹羽美沙希 役[67]
- キャバすか学園 第8・9話（2016年12月25日・2017年1月8日、日本テレビ） - センターの元同僚 役
- 金の殿〜バック・トゥ・ザ・NAGOYA〜 第1話（2017年1月14日、CBCテレビ） - 高島ひかり 役[68][69]
- 豆腐プロレス（2017年1月22日 - 7月2日、テレビ朝日） - 高柳明音 / バード高柳 役[70]
- ショクバの王子様 第3夜（2017年3月30日、東海テレビ） - 主演・萌音 役[71]
- 名駅1丁目1番1号 〜人と、幸せを、つなぐ場所。〜（2017年5月13日、中京テレビ） - 西尾理子 役[1]
- 中京テレビ×エイベックス・マネジメント 共同制作プロジェクト第1弾ドラマ×イマーシブシアター「スタジオより愛をこめて」（2022年7月2日 - 9日、中京テレビ） - MC・四ノ宮 役[72]
- 17歳の監督〜名古屋行き最終列車大垣編〜（2023年2月12日 - 19日、名古屋テレビ） - 水まんじゅう屋の娘 役[73]
- 推しが上司になりまして（2023年10月5日 - 12月21日、テレビ東京） - ケイコ 役[74]
- 高杉さん家のおべんとう（2024年10月3日 - 12月5日、日本テレビ） - 丸宮麻子 役[75]
- ベイビーわるきゅーれ エブリデイ! 第7話（2024年10月16日 テレビ東京） - 杉本まりな 役[76]

### バラエティ
- AKBと××!（2011年4月21日 - 2012年3月15日（第1期××選抜）・2012年7月26日 - 不定期、読売テレビ）
- 高柳明音(SKE48)の「翼をください」（2013年11月20日 - 2014年9月24日、BSフジ）
- 高柳明音(SKE48)のもっと翼をください（2014年10月27日 - 2015年1月26日、BSフジ）
- SKE48 ZERO POSITION 〜チームスパルタ!能力別アンダーバトル〜（2014年11月15日 - 、TBSチャンネル1）[注 4]
- 映画MANIA（2016年1月13日 - 2021年3月27日、東海テレビ）[78]

### 映画
- 俺たちの明日（2014年4月5日、ティ・ジョイ）[79]
- 浄霊探偵（2015年7月18日、ベストブレーン＝ソリッドフィーチャー） - 主演・鹿篭百合香 役[80]
- ONLY SILVER FISH WATER TANK OF MARY'S ROOM（2018年秋、ベストブレーン） - チョーカーの女 役[81][82]
- 泣いたことがないなんて、嘘つきめ（2021年2月27日、SPOTTED PRODUCTIONS）[83]
- まくをおろすな!（2023年1月20日、ショウゲート）[84]

### テレビアニメ
- 八十亀ちゃんかんさつにっき 第1期 第5話（2019年5月2日、テレビ愛知・TOKYO MX 他） - おことわり

### 劇場アニメ
- リメンバー・ミー（2018年3月16日、ディズニー / ピクサー） - マリアッチ 役（日本語版声優）[85]

### 舞台
- 朗読劇 しっぽのなかまたち 『我が輩は犬である。』 / 『小雪と小春と小太郎と』（2012年12月19日、全労済ホールスペース・ゼロ） - のぞみ / 小春 役
- 朗読劇 しっぽのなかまたち 3 『小雪と小春と小太郎と』 / 『犬の卒業』（2013年11月30日、天王洲 銀河劇場） - 小春 / ココ 役
- 朗読劇 私の頭の中の消しゴム 6th letter（2014年6月2日・3日、天王洲 銀河劇場） - 薫 役
- ミュージカル「AKB49〜恋愛禁止条例〜」（2015年3月14日・15日、中日劇場） - 岡部愛 役[86]
- ライブミュージカル「プリパラ」み〜んなにとどけ!プリズム☆ボイス（2016年2月4日 - 7日、Zeppブルーシアター六本木） - 青井めが姉ぇ 役[87][88]
  - ライブミュージカル「プリパラ」み〜んなにとどけ!プリズム☆ボイス2017（2017年1月26日 - 29日、Zeppブルーシアター六本木） - 青井めが姉ぇ 役[89]
- 舞台「ReLIFE」（2016年9月8日 - 14日、サンシャイン劇場） - 狩生玲奈 役（濱頭優とのWキャスト）[90][91][92]
- ONLY SILVER FISH（2018年1月6日 - 17日、紀伊國屋ホール）[81]
- 斬劇『戦国BASARA』第六天魔王（2018年3月2日 - 11日、AiiA 2.5 Theater Tokyo / 16日 - 18日、森ノ宮ピロティホール） - お市 役[93]
- LADY OUT LAW!（2018年9月19日、品川プリンスホテル クラブeX） - 日替わりセールスマン[94]
- 若様組まいる〜若様とロマン〜（2018年10月6日 - 21日、三越劇場） - 篠田琴子 役（小槙まことのWキャスト）[95][96]
- SKE48版「ハムレット」（2019年4月18日 - 21日、品川プリンスホテル クラブeX） - ポローニアス 役[97]
- +GOLD FISH（2019年5月10日 - 19日、紀伊國屋ホール）[98]
- 斬劇『戦国BASARA』天政奉還（2019年7月12日 - 21日、ヒューリックホール東京 / 26日 - 28日、梅田芸術劇場 シアター・ドラマシティ） - お市 役[99]
- 博多座開場20周年記念公演「仁義なき戦い〜彼女（おんな）たちの死闘編〜」（2019年11月16日 - 24日、博多座） - 上田透（伊吹吾郎） 役[100]
- 制作「山口ちはる」プロデュース「単純明快なラブストーリー」（2020年7月23日 - 26日、本多劇場）[101]
- PARCO劇場オープニング・シリーズ 「ラヴ・レターズ」 30th Anniversary Special（2020年8月21日、PARCO劇場） - メリッサ・ガードナー 役[102]
- 瀬尾タクヤプロデュース QUINTET〜ゲーム会社SHIMAZ運命の10日間〜（2020年9月29日 - 10月4日、アトリエファンファーレ東新宿） - アカリ 役[103]
- 制作「山口ちはる」プロデュース特別公演〜ちーちゃん配信をやろうよ〜「ママンザイ」（2021年3月5日 - 14日、配信上演）[104]
- あやかし緋扇（2021年6月17日 - 25日、新宿FACE） - 祇夕 役[105]
- 饗宴「ONLY SILVER FISH」（2021年7月14日 - 25日、レストラン「DisGOONieS」）[106]
- RUST RAIN FISH（2021年9月27日 - 10月1日、紀伊國屋サザンシアター TAKASHIMAYA / 10月16日 - 17日、COOL JAPAN PARK OSAKA TTホール） - 園田（仮） 役〈Team White〉[107]
- 30-DELUX NAGOYA アクションクラブ MIX「ナナシ2021」（2021年12月9日 - 12日、中川文化小劇場 / 17日 - 19日、近鉄アート館 / 25日 - 28日、新国立劇場 小劇場）- 朱雀 役[108]
- 冤罪執行遊戯ユルキル the stage（2022年4月23日 - 5月1日、ニッショーホール）- 莇リナ 役[109]
- 追想・地獄変（2022年7月16日 - 24日、すみだパークシアター倉）[110]
- 「まくをおろすな!」LIVE Produced by 30-DELUX（2022年8月6日 - 7日、よみうり大手町ホール / 10日 - 12日、中川文化小劇場 / 17日 - 21日、COOL JAPAN PARK OSAKA TTホール） - 黄昏 役[111][114]
- ノサカラボ「ホロー荘の殺人」（2023年5月3日 - 8日、三越劇場） - ミッジ・ハーヴェイ 役[115]
- キ上の空論 10周年記念公演「幾度の群青に溺れ」（2023年7月5日 - 9日、紀伊國屋ホール） - 主演・川辺タイラ 役（町田慎吾とのW主演）[116]
- タクフェス 第11弾「晩餐」（2023年10月7日、飯能市市民会館 大ホール / 10月15日、電力ホール / 11月16日 - 19日、梅田芸術劇場 シアター・ドラマシティ / 11月24日 - 25日、道新ホール / 12月1日 - 3日、名古屋市公会堂 / 12月8日 - 17日、サンシャイン劇場） - 山科舞子 役（入山杏奈とのWキャスト）[117][118]
- 方南ぐみ企画公演「帰ってこい! 伊賀の花嫁 その六」そうだ! We're Alive編（2024年1月17日 - 21日、俳優座劇場）[119]
- ACTORS STAND vol.1「無垢ども」（2024年4月17日 - 21日、赤坂RED/THEATER） - 松尾 役[120]
- かまいたちの夜 〜THE LIVE〜（2024年6月20日 - 23日、シアター1010 / 6月28日 - 30日、COOL JAPAN PARK OSAKA TTホール） - 小松絵美理 役[121]
- マクラコトバ（2024年7月4日 - 8日、あうるすぽっと） - 美谷島司 役[122][123]
- キ上の空論 獣三作 三作め「緑園にて祈るその子が獣」（2024年9月11日 - 16日、本多劇場）[124]
- Mystery Theater vol.2「スターライドオーダー2」（2024年12月29日、ブルースクエア四谷）[125]
- 舞台「午前0時のラジオ局-満月のSAGA-」（2025年5月29日 - 6月10日、博品館劇場 / 6月13日 - 15日、佐賀市文化会館 中ホール） - 清水杏慈英凛華 役[126]
- Zu々プロデュース10周年記念公演 第2弾「ダイアナ〜それぞれのダイアナ〜」（2025年9月3日 - 15日〈予定〉、横浜赤レンガ倉庫 1号館 3Fホール）[127]

### ラジオ
- 高柳明音（SKE48）の暗黙の了解（2013年4月6日 - 2015年3月28日、TOKYO FM）[128]
- SKE48の岐阜県だって地元ですっ!（2013年7月1日 - 2014年3月31日、ぎふチャン）
- 高柳明音のS極N極(滋賀) [注 5]（2014年11月4日 - 2016年9月17日、FM滋賀）[注 6]
- 高柳明音の生まれてこの方（2015年4月4日 - 、ラジオ日本）
- 高柳明音（SKE48）の限界突破（2017年5月1日 - 22日、Crimson FM）
- SKE48高柳明音・江籠裕奈のSKE48ってソーユートコあるよね?（2020年1月14日 - 2月4日、AuDee）[129]
- SKE48 高柳明音のオールナイトニッポン0(ZERO)（2021年4月4日（3日深夜）、ニッポン放送）[36][37]
- 高柳明音・若井友希のやおだがね !（2022年3月30日 - 、CBCラジオ）[注 7]

### CM
- 丸美屋食品工業
  - こだわり食感ふりかけ（2014年10月28日 - ）
  - はらぺこふりかけ（2015年9月 - ）[130]

### 広報
- 平塚競輪場 イメージキャラクター（2021年5月 - 2022年4月、平塚市）[131]
- 藤前干潟 ラムサール条約登録20周年記念アンバサダー（2022年3月 - 、藤前干潟ふれあい事業実行委員会）[132]

### ネット配信
- 学校の怪談 第3話「市松人形」・第12話「赤い部屋」（2012年7月 - 8月、BeeTV）
- 古柳の不安定でいきませう。（2014年3月18日 - 2015年3月19日、ニコニコ生放送）
- 古柳の不安定で不器用にいきませう。（2014年7月29日、ニコニコ生放送）
- 高柳明音の暴走局（2014年7月30日、AmebaStudio）
- AKBホラーナイト アドレナリンの夜 第14話「動画投稿」（2015年11月19日、ビデオパス・テレ朝動画） - 主演・園美 役[133]
- 原宿☆GOROちゅりカフェ（2015年11月20日 - 、AmebaFRESH!Studio → AbemaTV FRESH! → FRESH! by AbemaTV → FRESH!）[134]
- AKBラブナイト 恋工場 第16話「暗闇でつかまえて」（2016年6月9日、ビデオパス・テレ朝動画） - 主演・みなみ 役[135]
- SICK'S 覇乃抄 〜内閣情報調査室特務事項専従係事件簿〜 第七話（2019年4月6日、Paravi） - 高柳明音（本人） 役

### ゲーム
- 携帯SNS恋愛ADV「君と一緒に2」 - 本人 役[136]

### ミュージック・ビデオ
- ZYUN.「雨の日に逢いたくなるのはいつも君だけ。」（2018年）[137]

### イベント
- 高柳明音inハウステンボストークショー（2014年7月25日、ハウステンボス アトラクションタウン MUSE HALL）
- 豆腐プロレス The REAL 2017 WIP CLIMAX in 後楽園ホール（2017年8月29日、後楽園ホール） - バード高柳 役[138]
- 豆腐プロレス The REAL 2018 WIP QUEENDOM in 愛知県体育館（2018年2月23日、愛知県体育館） - バード高柳 役[139]

#### ちゅりカメラ展
高柳が撮影した写真の展示会「ちゅりカメラ展」（ちゅりかめらてん）では、主にSKE48のメンバーや鳥を写した写真を展示している。
- 「ちゅりカメラ展 in サンシャイン60展望台」（2014年3月8日 - 18日、サンシャイン60展望台）[140][141] - 自身初となる写真個展
- 「ちゅりカメラ展 in サンシャイン60展望台」（2014年11月5日 - 18日、サンシャイン60展望台）[142]
- 「ちゅりかめら展 in 新宿高島屋〜つながるキモチ〜」（2015年12月26日 - 2016年1月19日、高島屋新宿店）[143][144]
- 「I♡BIRD ちゅりかめら展 in 横浜」（～幸せを運ぶ～小鳥のアートフェスタ in 横浜 内、2017年8月31日 - 9月5日、京急百貨店）[145]
- 無意識の色発売記念「ちゅりかめら展 IN 名古屋パルコ」（2017年12月15日 - 2018年1月14日、名古屋パルコ）
- 無意識の色発売記念「ちゅりカメラ展 IN WONDER PHOTO SHOP」（2018年1月6日 - 14日、FUJIFILM WONDER PHOTO SHOP）[146]
- いきなりパンチライン発売記念「ちゅりカメラ展 IN WONDER PHOTO SHOP」（2018年8月2日 - 8日、FUJIFILM WONDER PHOTO SHOP）[147]
- Stand by you発売記念「ちゅりかめら展 IN WONDER PHOTO SHOP」（2019年1月5日 - 16日、FUJIFILM WONDER PHOTO SHOP）[148]
- 「I♡BIRD ちゅりかめら展 in 横浜」（小鳥のアートフェスタ in 横浜 内、2019年8月2日 - 14日、京急百貨店）[149]
- FRUSTRATION発売記念「ちゅりカメラ展 IN WONDER PHOTO SHOP」（2019年8月20日 - 29日、FUJIFILM WONDER PHOTO SHOP）[150]
- 「SKE48パネル展 -We love 高柳明音- byちゅりかめら展」（2019年10月11日 - 11月10日、タワーレコード 名古屋パルコ店）[151]
- SKE48 26th Single『ソーユートコあるよね?』発売記念「ちゅりかめら展 IN WONDER PHOTO SHOP」」(2020年2月14日 - 24日、FUJIFILM WONDER PHOTO SHOP)[152]

### その他
- トムとジェリーDVD傑作集（2010年7月1日、ぴあ） - 特典映像『森は楽しいトゥイーティー』 トゥイーティー 役

## 書籍
- Churi folder（2017年3月31日、しまうまプリントシステム）

### 写真集
- 高柳明音ファースト写真集 ちゅり（2015年9月29日、光文社、撮影：野澤亘伸）ISBN 978-4-334-90206-3
- いつか、思い出したいこと。（2020年3月4日、光文社、撮影：早坂直人）ISBN 978-4-334-90250-6[153]
- あかねのそら（2025年3月15日、エイベックス・マネジメント・エージェンシー）[154]

### 雑誌・新聞・Web連載
- 月刊ENTAME（2012年3月30日 - 、徳間書店）
  - 「ちゅりメシ」（2012年3月30日 - 2015年2月28日） - ゲストメンバー1名と共に連載
  - 「ちゅりチャレ」（2015年4月30日 - ）
- cookpad news「SKE48高柳明音のお料理レッスン」（2019年4月17日 - 2020年2月12日、クックパッド）[155]
- DOKUSO MAGAZINE web「高柳明音のふれる、インディーズ映画」（2020年11月25日 - 、DOKUSO映画館）[156]

### ムック本
- ARTIST FILE 2 BIG ONE GIRLS スクリーン特編版（2010年3月6日、近代映画社）ISBN 978-4764882492
- ARTIST FILE 2 BIG ONE GIRLS NO.002 スクリーン特編版（2010年6月30日、近代映画社）ISBN 978-4764882560
- B.L.T. U-17 Vol.15 Sizzleful Girl 2010 Summer（2010年8月5日、東京ニュース通信社）ISBN 978-4863361034
- ENTAME genic Side a（2017年8月18日、徳間書店）[157]